# Гирчина
Гирчина (рум. Gârcina) — село у повіті Нямц в Румунії. Входить до складу комуни Гирчина.
Село розташоване на відстані 283 км на північ від Бухареста, 5 км на північ від П'ятра-Нямца, 96 км на захід від Ясс.

## Населення
За даними перепису населення 2002 року у селі проживали 2560 осіб, з них 2555 осіб (99,8%) румунів. Рідною мовою 2558 осіб (99,9%) назвали румунську.